# はこだて冬フェスティバル
はこだて冬フェスティバルは、北海道函館市で冬季間に行われている観光誘致イベント。以前はまちづくり（地域振興）の意図もあった。旧市街地で行われている。

## 概要
五稜郭ファミリーイベント（新市街地寄りの旧市街地）
函館では冬季間に子供が楽しめるイベントが少ないため、1986年（昭和61年）から市民団体のえぞ共和国が函館市の観光行政に憤っていた商店主と協働し、五稜郭公園で同イベントの「五稜郭ファミリーイベント」としてゲームや抽選会などを行ってきたまちづくりイベントである。1990年（平成2年）からは陸上自衛隊の協力で雪像滑り台を製作。女性が騎手役として乗ったソリを男性が赤いふんどし姿で引っ張り競争する「赤ふんダービー」が人気だった。しかし主催メンバーの高齢化により続けることは困難になり、2013年（平成25年）に市民向けイベントは終了した。
西部地区観光イベント（旧市街地）
観光誘致を目的に函館市旧市街地の一部（旧・函館区<宇須岸、のちの箱館>）で行われているライトアップイベントである。
- はこだて冬花火 - 2014年（平成26年）に函館国際ホテルが観光閑散期の集客を目的に始めたもの（海上冬花火）[6]。